# Christopher Cockerell
Christopher Sydney Cockerell (Cambridge, 4 juni 1910 – Hythe, 1 juni 1999) was een Brits ingenieur en uitvinder van de hovercraft. In 1969 werd Cockerell tot ridder benoemd.
Cockerell was geboren in het Britse Cambridge, waar zijn vader Sydney Cockerell curator was van het Fitzwilliam Museum. Al vroeg in zijn leven had hij een affiniteit voor techniek. Ondanks dat dit geen indruk maakte op zijn vader, mocht hij een studie aan de Universiteit van Cambridge volgen. Aan deze universiteit studeerde hij werktuigbouwkunde en radio- en elektrotechniek.
In 1935 begon Cockerell zijn carrière bij het bedrijf van Guglielmo Marconi, Wireless Telegraph Company. Bij dit bedrijf kreeg hij 36 patenten toegewezen. Tijdens de Tweede Wereldoorlog werkte hij aan het radar-systeem.
In 1950 kregen Cockerell en zijn vrouw een erfenis. Het jaar erop verliet hij het bedrijf van Marconi en begon een eigen bedrijf, een verhuurbedrijf voor boten en caravans. Omdat zijn verhuurbedrijf weinig winst maakte ging Cockerell op zoek naar een nieuwe manier om boten sneller te laten varen. Hij verdiepte zich in het werk van John Isaac Thornycroft, een Engels scheepsbouwer. Deze had in de jaren 1870 geëxperimenteerd met scheepsmodellen waarbij luchtsmering de weerstand minimaliseerde.
In 1953 was het prototype van zijn grootste uitvinding, de hovercraft, gereed. In 1955 vroeg hij er octrooi op aan. Dit idee was niet meteen een succes en hij werd gedwongen om zijn persoonlijk bezittingen te verkopen om zijn onderzoek te financieren. Het was vliegtuigbouwer Saunders-Roe die in 1958 de eerst hovercraft bouwde. In juli 1959 stak een prototype het Kanaal over tussen Dover en Calais.